# Игнатов, Василий Васильевич
Василий Васильевич Игнатов (1884—1938) — актёр Суворинского театра в Петрограде, русский советский литератор, драматург. Один из активных деятелей Пролеткульта. Состоял главным хранителем ценностей Зимнего дворца, а затем был назначен правительственным комиссаром Зимнего дворца, Эрмитажа, Таврического дворца. Репрессирован в годы «большого террора».

## Биография

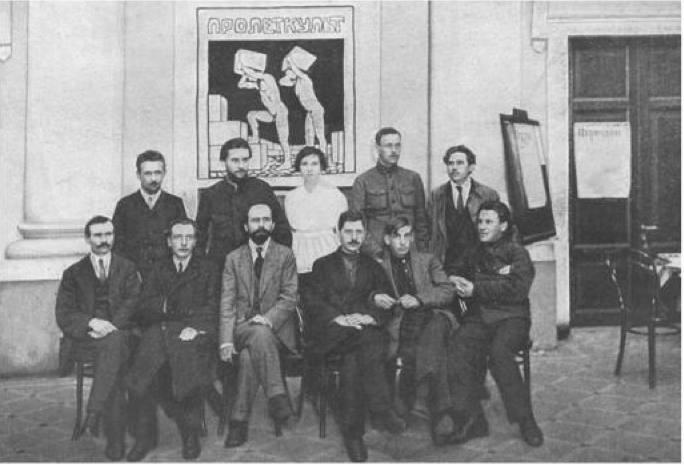
Президиум Первой Всероссийской конференция Пролеткульта (сентябрь 1918).
В. В. Игнатьев — сидит крайний справа

Родился в деревне Маршалец Московской губернии.
Был секретарем Пролеткульта, опыт приобрёл в ведении просветительного дела в рабочей массе, был секретарем в обществе «Страда». Член Государственной комиссии по народному просвещению, декрет о которой был издан 9 ноября 1917 года. Половина состава Комиссии была назначена СНК (в том числе председатель — нарком А. В. Луначарский, секретарь — Д. И. Лещенко и заведующие 15 отделами, большая часть из которых пришла из Пролеткульта — Н. К. Крупская, Н. А. Бухбиндер, Арс. Авраамов, В. В. Игнатов, Ф. И. Калинин и др.).
Положение В. В. Игнатова в конце жизни характеризовал А. Поморский в письме И. И. Ясинскому: «С высот он сорвался, в которых витал в начале революции и обретает в паршивеньком политпросветском клубе, ставит никуда не годные собственного изобретения пьесы. В общем, процветает как некий мандарин несуществующей китайской империи». Последняя должность — заместитель начальника отдела сбыта Дорогомиловского химзавода.